# Тукан смугастодзьобий
Тукан смугастодзьобий (Selenidera maculirostris) — вид дятлоподібних птахів родини туканових (Ramphastidae).

## Поширення
Вид мешкає в атлантичному лісі на південному сході Бразилії, сході Парагваю та на північному сході Аргентини.

## Опис
Птах завдовжки до 33 см і вагою 170 г. У самця чорні голова, горло і груди, які у самиці коричнево-помаранчевого кольору. Спинка оливково-зелена. На дзьобі від трьох до п'яти темних смуг, які різняться у різних форм. Голова має зелений відблиск і навколоочне кільце та золотисто-жовту лінію на потилиці.

## Спосіб життя
Харчується плодами і насінням. Також споживає комах, інших безхребетних і деяких дрібних хребетних. Гніздиться в порожнині дерева. Самиця відкладає два-чотири яйця, які інкубує протягом 16 днів по черзі із самцем.